# Grünofant
Grünofant war eine Marke für ein in den 1970er Jahren erhältliches Milchspeiseeis am Stiel der Firmen Langnese und Eskimo.
Es bestand aus Vanilleeis mit einem Kern aus Waldmeistereis und hatte eine grüne, waldmeisteraromatisierte Fettglasur. Das 1975 auf den Markt gebrachte Eis am Stiel kostete 50 Pfennig. In den ersten Jahren war die Fettglasur hellgrün und überzog die obere Hälfte des Eises, so dass im unteren Teil das Vanilleeis sichtbar war. Ab 1978 war das Eis von oben bis unten mit einer dunkelgrünen Waldmeisterglasur überzogen. Im selben Jahr wurde das Eis wegen gesundheitsschädlicher Inhaltsstoffe des künstlichen Waldmeisteraromas Cumarin vom Markt genommen.
Die Verpackung des Eises zierte ein rundlicher grüner Elefant, der auch als Werbeträger auf Eistafeln, in Zeitschriften und für Werbespots verwendet wurde.
Grünofant wurde in der Folge der 70er-Jahre-Retrowelle in Büchern und Zeitschriften neben Dolomiti und Brauner Bär als eine der Kulteissorten der 1970er Jahre angeführt. Im Gegensatz zu anderen Sorten wurde das Eis bisher jedoch nicht wieder auf den Markt gebracht.